# Automeris innoxia
Automeris innoxia é uma espécie de mariposa do gênero Automeris, da família Saturniidae.
Sua ocorrência foi registrada na Bolívia, Brasil, Colômbia, Equador, Guiana Francesa, Peru e Venezuela.